# Tur'an
Touran (en arabe : طرعان, en hébreu : תֻּרְעָן) ou Tur'an translittéré en anglais, est un village (conseil local) du district nord d'Israël. Il est situé au pied du mont Touran et de la vallée de Touran, près de l'autoroute 77 de Haïfa à Tibériade, et à environ 7 kilomètres au nord de Nazareth. En 2019 elle comptait 14 240 habitants, la plupart sont des Arabes.

## Histoire
Des poteries et des vestiges de construction de l'âge du fer ont été trouvés lors de fouilles dans le village. Apparemment, Touran était à cette époque (Xe – IXe siècles av. J.-C.), entouré par une muraille. Il était d'une taille considérable de la fin dans les dernières décennies du Xe jusqu'au milieu du IXe siècle av. J.-C.. 
La campagne de cartographie du PEF (Palestine Exploration Fund) a permis de découvrir des grottes et des citernes taillées dans la roche dans le village, qui, selon les rapporteurs, semblaient être un site ancien. 
Le village était connu à l'époque romaine et byzantine (époques mishnaïque et talmudique, respectivement) sous le nom de Tir'an. C'est un village juif dont les habitants se sont probablement convertis à l'islam à la fin de la première période arabe islamique (du VIIe au Xe siècle) en Palestine. 
Des poteries du début de l'islam (VIIe siècle de notre ère) et mamelouke (XIVe siècle de notre ère) ont également été trouvés, ainsi que des vestiges de construction de la même période. 

### Ère ottomane
En 1517, Tur'an avec le reste de la Palestine, est intégré dans l'Empire ottoman après avoir été capturé par les Mamelouks, et en 1596, il apparaissait dans les registres fiscaux ottomans comme étant dans la nahiya de Tabariyya, une partie de Sandjak Safad. Il avait une population de 48 ménages, tous musulmans. Ils payaient une taxe fixe de 25 % sur les produits agricoles, notamment le blé, l'orge, les oliviers, les arbres fruitiers, les chèvres et/ou les ruches ; un total de 5 410 akçe.,.  
Une carte de la campagne d'Égypte de Napoléon en 1799 produite par Pierre Jacotin signale l'endroit nommé Touran, bien que mal placé. 
En 1838, il est noté comme un grand village musulman, chrétien catholique et chrétien grec dans le district de Nazareth,.  
En 1848, le capitaine américain William F. Lynch décrit Tur'an comme « une fortification assez importante ».  L'explorateur français Victor Guérin qui le visita en 1870, estima qu'il comptait 350 musulmans et 200 « Grecs ». En 1881, l'enquête sur la Palestine occidentale (Survey of Western Palestine (SWP)) du PEF le décrivit comme « un village en pierre, en partie construit en basalte, contenant environ 300 habitants, moitié chrétiens, moitié musulmans. […] Le village est situé au pied des collines, et est entouré de bosquets d'oliviers. Il y a une bonne source au nord-ouest ».
Une liste de population d'environ 1887 a montré que Tor'an (sic) avait environ 600 habitants ; mixtes chrétiens et musulmans.

### L'ère du mandat britannique
Dans le recensement de la Palestine de 1922 effectué par les autorités du Mandat britannique, Touran avait une population de 768 ; 542 musulmans et 226 chrétiens. Parmi les chrétiens, 52 étaient orthodoxes et 174 étaient melkites. La population avait augmenté dans le recensement de 1931 à 961 ; 693 musulmans et 268 chrétiens, dans un total de 188 maisons occupées. 
Dans les statistiques de 1945, la population est de 1 350 habitants ; 1 010 musulmans et 340 chrétiens, avec 29 743 dunams de terre, selon une enquête officielle sur les terres et la population. Sur ce total, 1 153 dunams étaient destinés aux plantations et aux terres irrigables, 11 909 aux céréales, tandis que 34 dunams étaient des terres bâties. 

### État d'Israël
Le 18 juillet 1948, les Israéliens capturent Tur'an pendant la deuxième partie de l'opération Dekel. Les maisons de ces villageois qui ont fui ont ensuite été utilisées pour abriter des réfugiés arabes des villages voisins. Le village est resté sous la loi martiale jusqu'en 1966,.  